# 瀬戸大橋線 (バス路線)

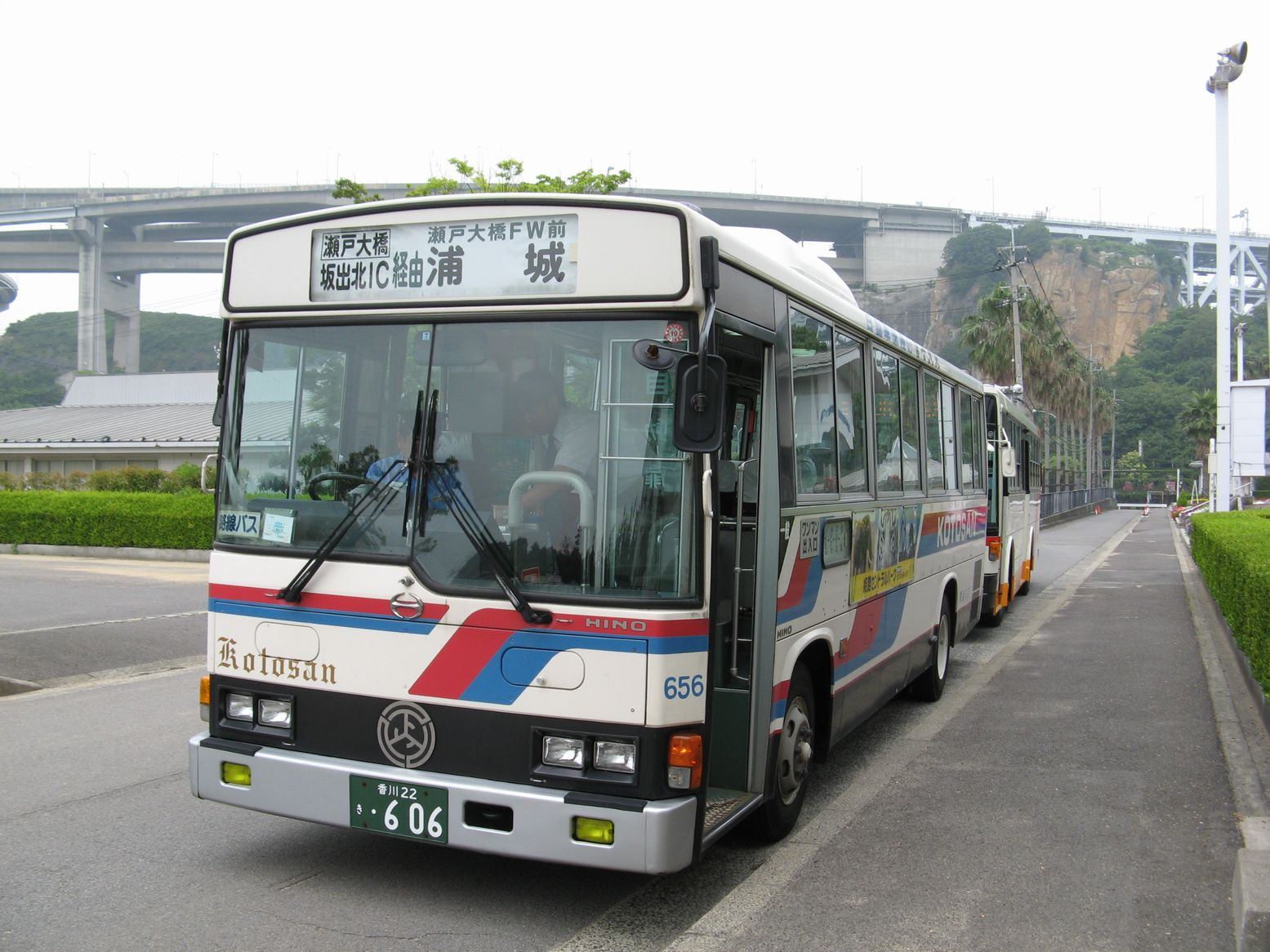
瀬戸大橋線　瀬戸大橋フィッシャーマンズワーフ（現：与島第二駐車場）にて　後ろに児島から来た下津井電鉄バスが並んでいる

瀬戸大橋線（せとおおはしせん）は、琴参バスが岡山県倉敷市児島と香川県坂出市を瀬戸中央自動車道経由で結ぶバス路線。

## 運行概要
岡山県倉敷市のJR児島駅および香川県坂出市のJR坂出駅から、瀬戸大橋の途中にある櫃石島・岩黒島・与島の3つの有人島（いずれも香川県坂出市）へアクセスする唯一の公共交通機関である。特に岩黒島・櫃石島島内は、島民及びその関係者・路線バス・緊急車両・郵便物集配車両等を除く一般車両の通行は禁止されており、両島へ訪れるにはこのバス路線を利用するしかなく、自家用車船を保有していない島民や、島を訪れる観光客や釣り人にとって貴重な交通機関となっている。

### 2021年3月31日まで
下電バス

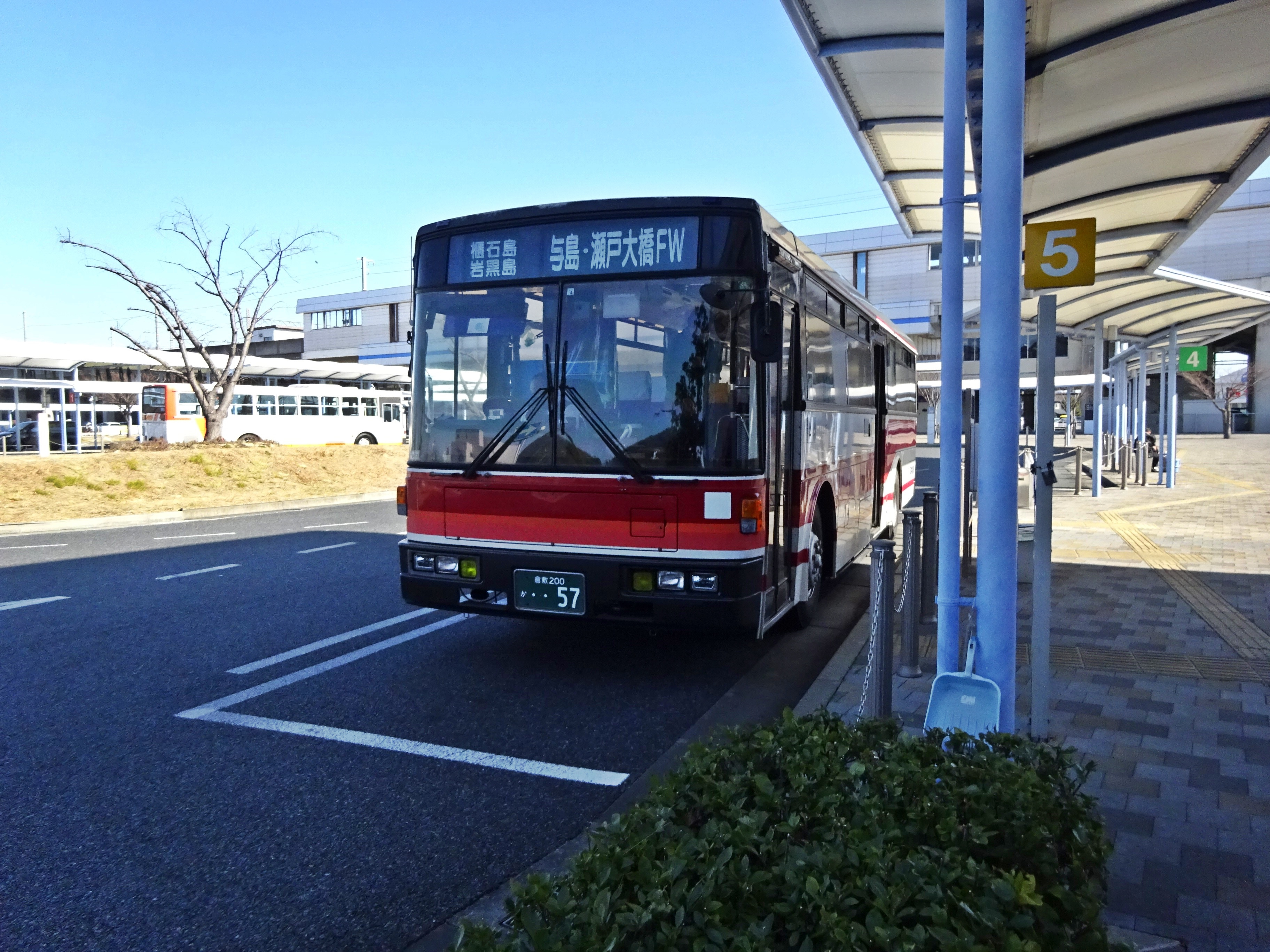
下電バス瀬戸大橋線（児島駅前）

- JR児島駅 - 鷲羽山北 - 櫃石 - 岩黒島 - 与島PA - 与島第二駐車場：3往復[1]（2020年9月30日までは6往復）

琴参バス
- 浦城 - 与島第二駐車場 - 与島PA - 両景橋 - 坂出駅前 - 回生病院前：6往復[1]
- 櫃石 - 岩黒島 - 与島PA - 浦城 - 与島第二駐車場 - 与島PA - 両景橋 - 坂出駅前 - 回生病院前：1往復（土曜・休日運休）[1]

2021年3月31日までは、下津井電鉄（下電バス）がJR児島駅 - 櫃石 - 与島第二駐車場（旧瀬戸大橋フィッシャーマンズワーフ前）間を、琴参バスが櫃石（平日夕方1往復のみ）- 浦城 - 与島第二駐車場 - 坂出駅前 - 回生病院前間を運行していた。与島第二駐車場停留所にて双方の接続が図られており、回生病院前 - 櫃石間までの利用に限り、通算運賃が適用された。また下電バス担当便については、Hareca・全国相互利用サービス対応のICカードが利用できた。
下電バスにおいては運行開始当初から客足は伸びず、2010年代には乗客が全くいない便もあり、国と岡山、香川両県、坂出市の財政支援を受けていた。しかし2020年の新型コロナウイルス流行の影響で、高速バス事業などの収支が悪化したため路線の維持が難しくなり、その結果、同社が運行する岡山県側からの路線は2020年10月1日より減便し、翌2021年3月末をもって運行を終了した。このため岡山・香川両県と倉敷・坂出両市が琴参バスを交えて検討を重ね、2021年4月1日以降は琴参バスが児島まで延長し、坂出 - 児島間を全線通しで運行することが決定した。

### 2021年4月1日より
琴参バス
- JR児島駅 - 鷲羽山北 - 櫃石 -（→岩黒漁港）- 岩黒島 - 与島PA - 浦城 - 与島PA - 両景橋 - 坂出駅前：5往復（土曜・休日4往復）[5]

2021年4月1日より琴参バスがJR児島駅 - 坂出駅前間を全線通しで1日5往復運行している（最終便1往復は土曜・休日運休）。2往復がマイクロバスでの運行となり、JR児島駅→坂出駅前行きのうちマイクロバスで運行される2便については岩黒島の島内に乗り入れるようになり、岩黒集会所停留所が新設された（2021年10月1日より「岩黒漁港」に名称変更）。また与島第二駐車場停留所は廃止、塩浜停留所は移設され、坂出側の起終点も回生病院前から坂出駅前へと短縮されている。岡山県内の停車停留所については下電バス時代からそのまま引き継いでいる。

## 歴史
- 1988年（昭和63年）4月10日 - 瀬戸中央自動車道の開通に伴い、運行開始[3]。
- 2005年（平成17年）
  - 5月16日 - 児島 - 坂出直通便が廃止される[7][8]。
  - 10月1日 - 通算運賃の適用範囲を香川県坂出市内（櫃石 - 瀬戸大橋フィッシャーマンズ・ワーフ前 - 坂出駅前間）のみに縮小。
- 2009年（平成21年）4月1日 - 琴平参宮電鉄の解体により、同社のバス事業を承継した新会社の琴参バスに移管される。
- 2018年（平成30年）
  - 4月1日 - 下電バスのみ停留所名称を一部変更[9]。ただし、この時点では、琴参バスの停留所名称は変更されていないため、同一位置にある両社の停留所名称が異なっていた。
  - 10月1日 - 琴参バスも停留所名称を変更[10]。これにより、両社の停留所名称が再び統一された。
- 2020年（令和2年）
  - 8月1日 - 下電バスが10月1日以降の減便と翌2021年4月1日の路線廃止を発表[11][3]。
  - 10月1日 - 下電バス担当便が減便（6往復→3往復）[3]。琴参バスは従前通りの便数で運行。
- 2021年（令和3年）
  - 4月1日 - 下電バス瀬戸大橋線廃止。それに伴い同日より琴参バスが全線通しで5往復を運行[5]（児島 - 坂出直通便が復活）。
  - 10月1日 - 岩黒集会所停留所を「岩黒漁港」に名称変更。

## 運行会社
- 琴参バス：坂出営業所が担当。
- （2021年3月31日まで）下津井電鉄（下電バス）：児島営業所が担当。

## 停車停留所

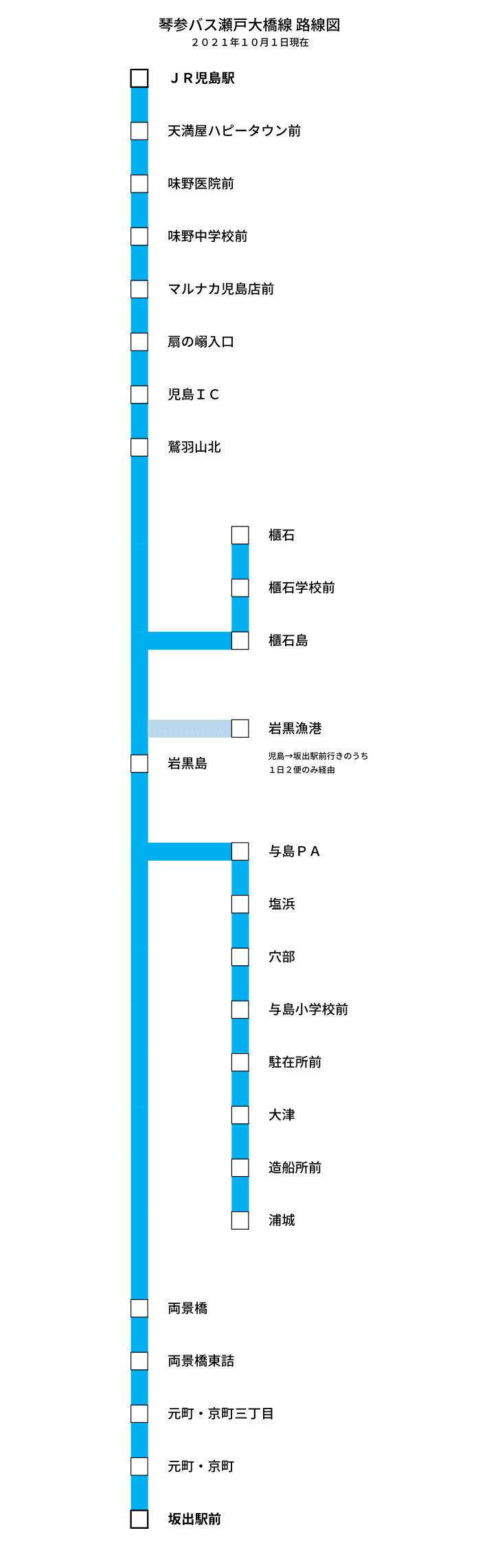
琴参バス瀬戸大橋線路線図

2021年10月1日時点
▼・▲・▽…頂点が向いている方向のみ乗降可能（白は一部便のみ運行）
◆…双方向に乗降可能
| 停車停留所名         | 停留所所在地        | 停車 | 備考                                                                                   |
| -------------------- | ------------------- | ---- | -------------------------------------------------------------------------------------- |
| JR児島駅             | 岡山県倉敷市        | ▼    |                                                                                        |
| 天満屋ハピータウン前 | 岡山県倉敷市        | ◆    |                                                                                        |
| 味野医院前           | 岡山県倉敷市        | ◆    |                                                                                        |
| 味野中学校前         | 岡山県倉敷市        | ◆    |                                                                                        |
| マルナカ児島店前     | 岡山県倉敷市        | ◆    |                                                                                        |
| 扇の嵶入口           | 岡山県倉敷市        | ◆    |                                                                                        |
| 児島IC               | 岡山県倉敷市        | ◆    |                                                                                        |
| 鷲羽山北             | 岡山県倉敷市        | ◆    | 瀬戸中央自動車道上の停留所。                                                           |
| 櫃石島               | 香川県坂出市 櫃石島 | ◆    |                                                                                        |
| 櫃石学校前           | 香川県坂出市 櫃石島 | ◆    |                                                                                        |
| 櫃石                 | 香川県坂出市 櫃石島 | ◆    |                                                                                        |
| 櫃石学校前           | 香川県坂出市 櫃石島 | ◆    |                                                                                        |
| 櫃石島               | 香川県坂出市 櫃石島 | ◆    |                                                                                        |
| 岩黒漁港             | 香川県坂出市 岩黒島 | ▽    | JR児島駅→坂出駅前行きのうち1日2便のみ停車。2021年10月1日に「岩黒集会所」から名称変更。 |
| 岩黒島               | 香川県坂出市 岩黒島 | ◆    | 停留所は瀬戸中央自動車道（岩黒島高架橋）上にあり、島内へはエレベーターで出入りする。   |
| 与島PA               | 香川県坂出市 与島   | ◆    |                                                                                        |
| 塩浜                 | 香川県坂出市 与島   | ◆    |                                                                                        |
| 穴部                 | 香川県坂出市 与島   | ◆    |                                                                                        |
| 与島小学校前         | 香川県坂出市 与島   | ◆    |                                                                                        |
| 駐在所前             | 香川県坂出市 与島   | ◆    |                                                                                        |
| 大津                 | 香川県坂出市 与島   | ◆    |                                                                                        |
| 造船所前             | 香川県坂出市 与島   | ◆    |                                                                                        |
| 浦城                 | 香川県坂出市 与島   | ◆    |                                                                                        |
| 造船所前             | 香川県坂出市 与島   | ◆    |                                                                                        |
| 大津                 | 香川県坂出市 与島   | ◆    |                                                                                        |
| 駐在所前             | 香川県坂出市 与島   | ◆    |                                                                                        |
| 与島小学校前         | 香川県坂出市 与島   | ◆    |                                                                                        |
| 穴部                 | 香川県坂出市 与島   | ◆    |                                                                                        |
| 塩浜                 | 香川県坂出市 与島   | ◆    |                                                                                        |
| 与島PA               | 香川県坂出市 与島   | ◆    |                                                                                        |
| 両景橋               | 香川県坂出市        | ◆    |                                                                                        |
| 両景橋東詰           | 香川県坂出市        | ◆    |                                                                                        |
| 元町・京町三丁目     | 香川県坂出市        | ◆    |                                                                                        |
| 元町・京町           | 香川県坂出市        | ◆    |                                                                                        |
| 坂出駅前             | 香川県坂出市        | ▲    |                                                                                        |

## 運行経路
JR児島駅 - 国道430号 - 児島IC - 瀬戸中央自動車道（下津井瀬戸大橋）- 櫃石島IC - 櫃石島島内（櫃石）- 櫃石島IC - 瀬戸中央自動車道（櫃石島橋）-《→岩黒島IC→岩黒島島内（岩黒漁港）→岩黒島IC》- 瀬戸中央自動車道（岩黒島橋 - 与島橋）- 与島IC  - 与島島内（浦城）- 与島IC - 瀬戸中央自動車道（北備讃瀬戸大橋 - 南備讃瀬戸大橋 - 番の州高架橋）- 坂出北IC - さぬき浜街道 - 坂出駅前
《太字》はJR児島駅→坂出駅前行きのうち1日2便のみ経由。

## 使用車両
高速道路を走行する路線であるが、マイクロバスを除き一般の路線バス車両が使用されている。
2021年4月1日以降、琴参バスが運行している5往復のうち3往復には、中型ノンステップバスである日野・レインボーHRと日野・レインボーⅡが使用される。岩黒島島内（岩黒漁港）に乗り入れる運用が含まれる残りの2往復には、マイクロバスの日野・リエッセⅡが使用されている。かつてはツーステップ・トップドア仕様の日野・レインボーRJが使用されていた。
2021年3月末まで運行されていた下電バスでは日産ディーゼル・UA（富士重工7E）が使用され、シートベルト付きで瀬戸大橋線専用の自社導入車での運行が基本であったが、予備車として元西東京バスの車両が使用されることもあった。